# Quatretonda
Quatretonda (spanisch Cuatretonda) ist eine Gemeinde mit 2.206 Einwohnern (Stand: 2024) in der spanischen Provinz Valencia. Sie befindet sich in der Comarca Vall d’Albaida. 

## Geografie
Quatretonda liegt etwa 70 Kilometer südlich von Valencia in einer Höhe von ca. 190 m. 

## Demografie
| 1900 | 1930 | 1950 | 1970 | 1981 | 1991 | 2001 | 2011 | 2021 |
| ---- | ---- | ---- | ---- | ---- | ---- | ---- | ---- | ---- |
| 2114 | 2202 | 2298 | 2402 | 2540 | 2585 | 2534 | 2472 | 2146 |

## Sehenswürdigkeiten
- Johanniskirche (Iglesia de los Santos Juanes) aus dem 16. Jahrhundert
- Josefskapelle
- Martinskapelle

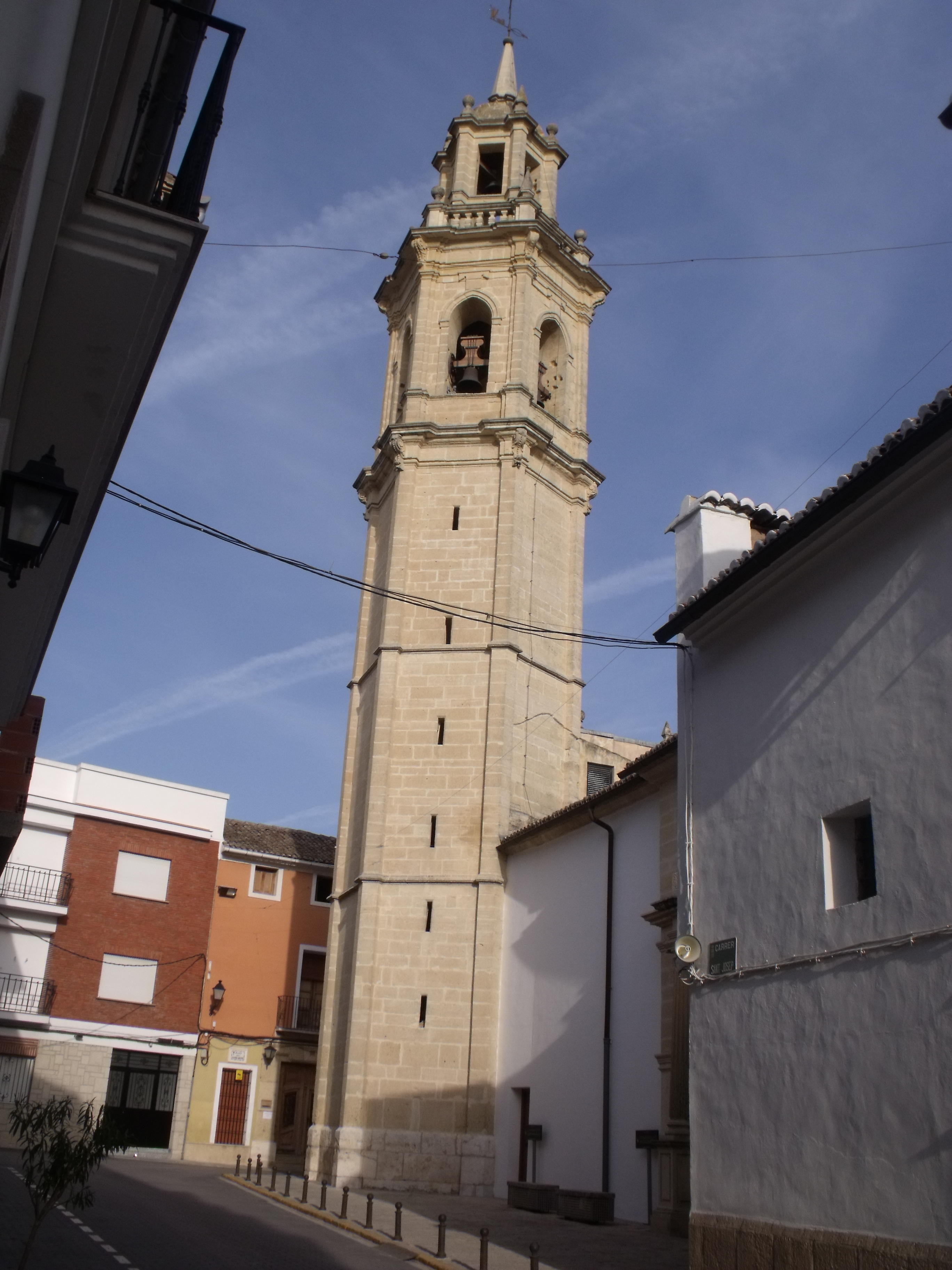
Johanneskirche
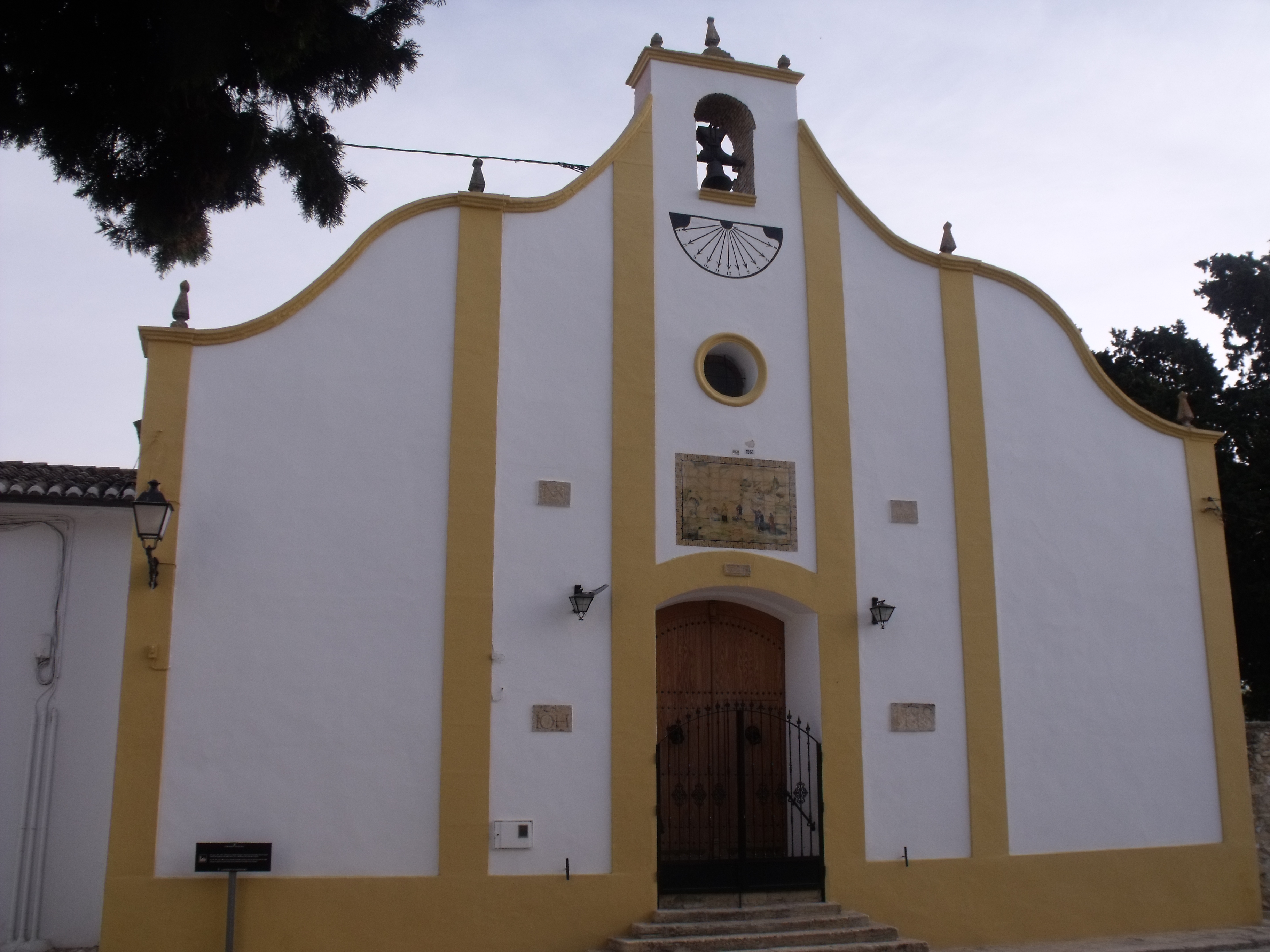
Josefskapelle
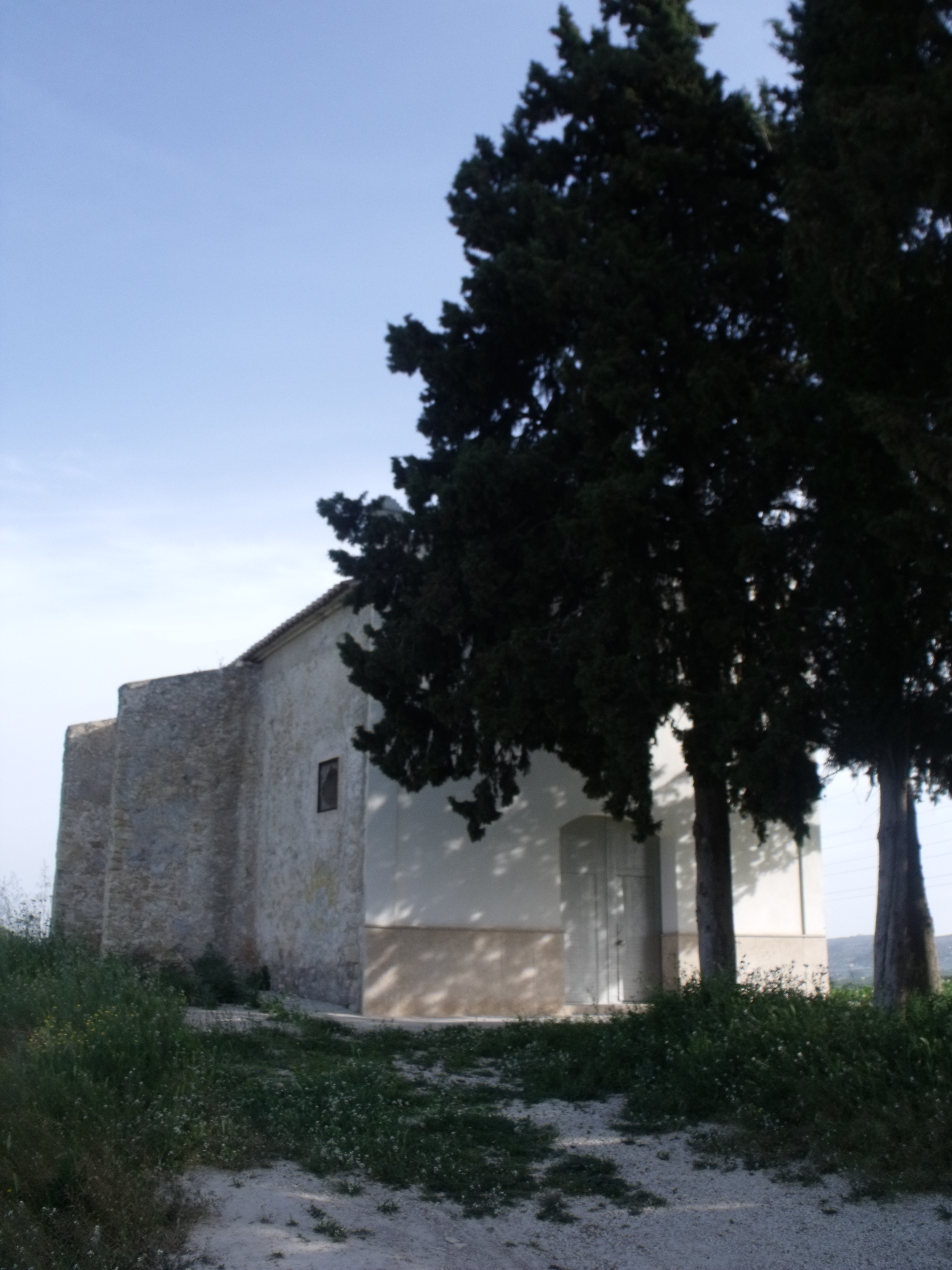
Martinskapelle
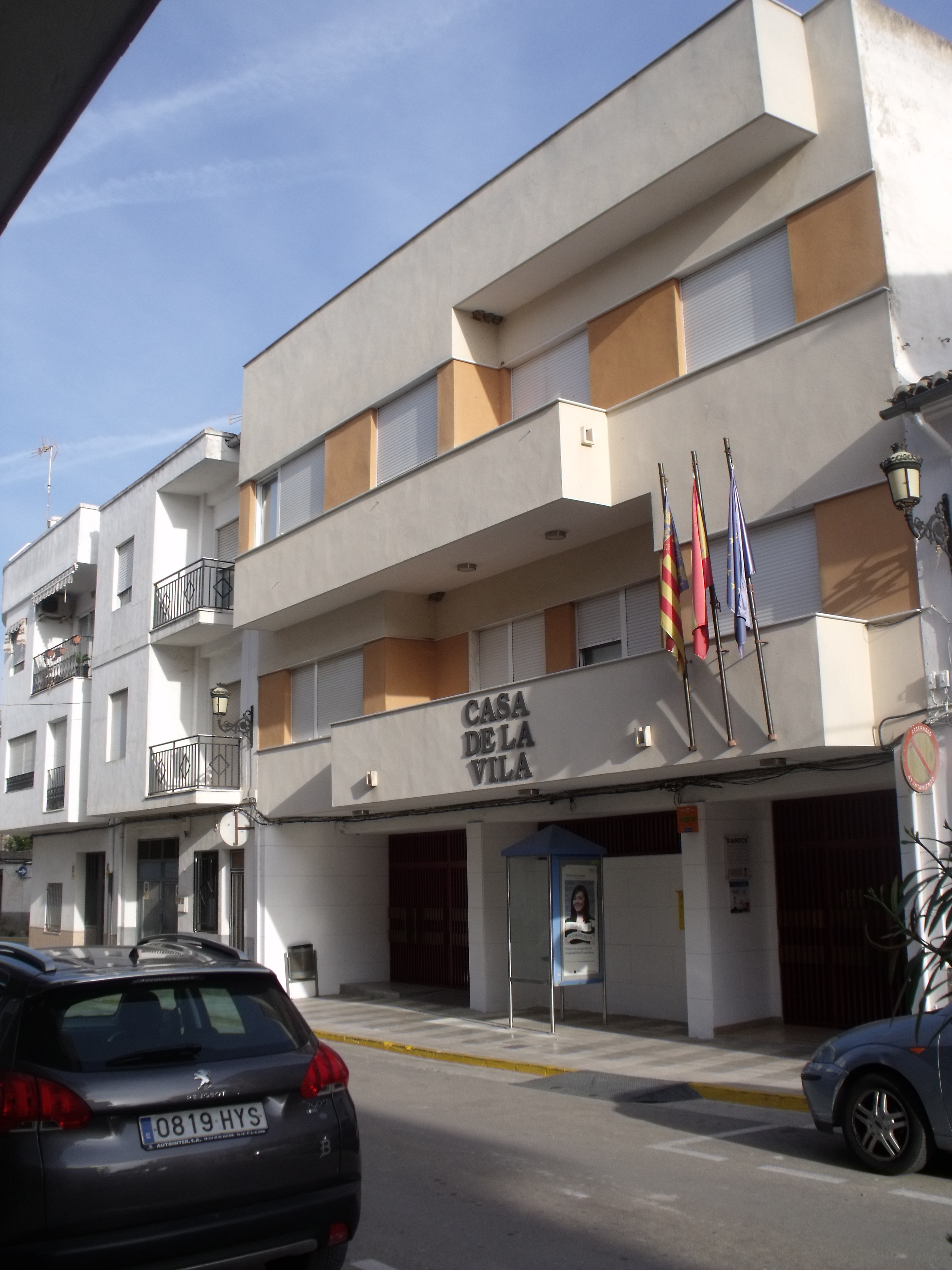
Rathaus